# 雨冲乡
雨冲乡，是中华人民共和国贵州省毕节市大方县下辖的一个乡镇级行政单位。

## 行政区划
雨冲乡下辖以下地区：
红旗村、金门村、鹏银村、鸣放村、油沙河村和金星村。